# Bobby Hackett
Robert Leo "Bobby" Hackett, född 31 januari 1915 i Providence, Rhode Island, död 7 juni 1976, var en amerikansk jazzmusiker. Han spelade trumpet, kornett och gitarr och är kanske mest känd för sin medverkan i bandet Glenn Miller Orchestra mellan åren 1941 och 1942.